# Gautieriaceae
Gautieriaceae es una familia diversa de hongos que pertenecen a lo que se conoce clásicamente como Gomphales o cladísticamente como el clado gomphoide-phalloide. La familia tiene 13 géneros y 287 especies.

## Géneros
Contiene los siguientes géneros:
- Araeocoryne
- Austrogautieria
- Ceratellopsis
- Delentaria
- Destuntzia
- Gautieria
- Gloeocantharellus
- Gomphus
- Phaeoclavulina
- Protogautieria
- Pseudogomphus
- Ramaria
- Ramaricium
- Terenodon
- Turbinellus